# شیباماتا
شیباماتا (به ژاپنی: 柴又 しばまた) یکی از محله‌های توکیو پایتخت ژاپن است که در منطقهٔ کاتسوشیکا-کو، توکیو واقع شده‌است. نام شهر اداری فعلی از شیباتا ۱-چومه تا شیباتا ۷-چومه است. معبد شیباماتاتایشاکوتن در این محله قرار دارد.

## جغرافیا
این شهر از قدیم به عنوان شهر معبد شیباماتاتایشاکوتن شناخته می‌شود، اما پس از استفاده از آن به عنوان صحنه فیلم «مرد بودن سخت است» یا اوتوکو وا تسورای یو (تورا-سان) بیشتر معروف شد. در ساحل غربی رودخانه ادوگاوا، یک پایانه کشتی برای کشتی «یاگیری نو واتاشی» وجود دارد که به در ساحل مقابل منطقه یاگیری شهر ماتسودو، استان چیبا متصل می‌شود. بیشتر از مناطق مسکونی تشکیل شده‌است که کاناماچی در شمال و کارخانه تصفیه آب کاناماچی در شمال شرقی قرار دارد. شیمویاگیری در استان چیبا در سمت مقابل رودخانه ادو در شرق، کاماکورا در جنوب و تاکاساگو و شینجوکو در غرب قرار دارد.
منطقه تایشاکوتن به عنوان یکی از صد منظره صوتی ژاپن توسط وزارت محیط زیست انتخاب شده‌است.

## دسترسی
- خط کیسی کاناماچی وابسته به شرکت راه‌آهن کیسی ایستگاه شیباماتا